# Diadelia subrotundipennis
Diadelia subrotundipennis är en skalbaggsart som beskrevs av Stefan von Breuning 1968. Diadelia subrotundipennis ingår i släktet Diadelia och familjen långhorningar.
Artens utbredningsområde är Madagaskar. Inga underarter finns listade i Catalogue of Life.